# Kärrholmen, Sibbo
Kärrholmen är en ö i Finland. Den ligger i Finska viken och i kommunen Sibbo i den ekonomiska regionen  Helsingfors i landskapet Nyland, i den södra delen av landet. Ön ligger omkring 22 kilometer öster om Helsingfors.
Öns area är 1,7 hektar och dess största längd är 240 meter i öst-västlig riktning.